# Municipio de Edwardsville
El municipio de Edwardsville (en inglés: Edwardsville Township) es un municipio ubicado en el condado de Madison en el estado estadounidense de Illinois. En el año 2010 tenía una población de 37657 habitantes y una densidad poblacional de 403,95 personas por km².

## Geografía
El municipio de Edwardsville se encuentra ubicado en las coordenadas 38°47′25″N 89°59′5″O / 38.79028, -89.98472. Según la Oficina del Censo de los Estados Unidos, el municipio tiene una superficie total de 93.22 km², de la cual 91.3 km² corresponden a tierra firme y (2.06%) 1.92 km² es agua.

## Demografía
Según el censo de 2010, había 37657 personas residiendo en el municipio de Edwardsville. La densidad de población era de 403,95 hab./km². De los 37657 habitantes, el municipio de Edwardsville estaba compuesto por el 87.09% blancos, el 7.95% eran afroamericanos, el 0.24% eran amerindios, el 2.21% eran asiáticos, el 0.06% eran isleños del Pacífico, el 0.54% eran de otras razas y el 1.91% pertenecían a dos o más razas. Del total de la población el 1.98% eran hispanos o latinos de cualquier raza.